# Sabam Awards
De Sabam Awards zijn Belgische prijzen in de disciplines literatuur, muziek, audiovisueel, theaterkunsten en beeldende kunsten die jaarlijks worden uitgereikt door Sabam tijdens een evenement dat afwisselend in Vlaanderen en Wallonië plaatsvindt.

## Winnaars
| Jaar | Dag         | Locatie                            | Beeldende kunst                         | Podium - toneel                       | Podium - comedy                        | Literatuur - poëzie                  | Literatuur - strips/jeugd                                                           | AV - fictiefilm                          | AV - comedyreeks                 | AV - documentaire                                       | Muziek - pop/rock        | Muziek - klassiek                   | Muziek - Nederlandstalig             | Muziek - export            | Muziek - breaking | Muziek - electronic               |
| ---- | ----------- | ---------------------------------- | --------------------------------------- | ------------------------------------- | -------------------------------------- | ------------------------------------ | ----------------------------------------------------------------------------------- | ---------------------------------------- | -------------------------------- | ------------------------------------------------------- | ------------------------ | ----------------------------------- | ------------------------------------ | -------------------------- | ----------------- | --------------------------------- |
| 2013 | 18 november | Roma - Antwerpen                   | -                                       | Bart Van Nuffelen met Polen op zondag | Wim Helsen met Spijtig spijtig spijtig | Elvis Peeters met Dinsdag            | Dirk Nielandt met Ridder Muis                                                       | Offline van Peter Monsaert               | De Ronde - Jan Eelen/Youri Boone | Antwerpen Centraal - Peter Krüger                       | Balthazar                | Frank Nuyts                         | Raymond van het Groenewoud           | Milow                      | Milow             | -                                 |
| 2014 | 21 november | Bergen                             |                                         |                                       |                                        |                                      |                                                                                     |                                          |                                  |                                                         |                          |                                     |                                      |                            |                   |                                   |
| 2015 | 1 december  | Handelsbeurs - Gent                | Anne-Mie Van Kerckhove met Private View | Kristien De Proost met Toestand       | Raf en Mich Walschaerts                | Leonard Nolens met Opzichtige stilte | Dirk Stallaert                                                                      | Welp (van Jonas Govaerts Roel Mondelaer) | Eigen kweek                      | Kroost (Eric Goens, Zeger Van Der Donckt, Kurt Stevens) | Balthazar met Thin Walls | Annelies Van Parys met Private View | Het Zesde Metaal met Nie voe kinders | Rocco Granata              | Stuff.            | Magnus met Where neon goes to die |
| 2016 | 5 december  | Wolubilis - Sint-Lambrechts-Woluwe |                                         |                                       |                                        |                                      |                                                                                     |                                          |                                  |                                                         |                          |                                     |                                      |                            |                   |                                   |
| 2017 | 18 december | Sofie Muller                       | Stefan Lernous met- BUKO                |                                       |                                        | Joost Vandecasteele met Jungle       | Michael De Cock met Rosie en Moussa voor altijd (illustraties: Judith Vanistendael) | Home van Fien Troch                      |                                  | Een kwestie van geluk                                   | Millionaire – Sciencing  | Robert Groslot 1stePiano Concerto   | Het Zesde Metaal met Calais          | Lost Frequencies - Reality |                   | Soulwax - FROM DEEWEE             |
| 2018 | 17 december |                                    | Marie José Burki (beeldende kunsten)    |                                       |                                        | Philippe Remy                        |                                                                                     |                                          |                                  |                                                         |                          |                                     |                                      |                            |                   |                                   |